# Дніпровські зорі (поїзд Харків — імені Тараса Шевченка)
«Дніпрóвські зóрі» — колишній регіональний поїзд №  793/794 сполученням Харків — Імені Тараса Шевченка (місто Сміла). Експлуатант — Укрзалізниця. Власник — Південна залізниця.

## Історія
3 червня 2006 року в Кременчуці відбувся запуск нового прискореного пасажирського поїзда підвищеної комфортності № 177/178 «Дніпровські зорі» до Харкова, який курсував спочатку з Харкова по п'ятницях та суботах, з Кременчука — по суботах та неділях.
18 липня 2006 року був урочисто запущений оновлений денний прискорений поїзд № 177/178 сполученням Кременчук — Харків.
З 2013 року поїзду подовжено маршрут руху до станції Імені Тараса Шевченка, з 13 грудня 2014 року курсував під № 793/794.

## Інформація про курсування
Поїзд «Дніпровські зорі» № 793/794 курсував цілий рік, складом з 6 вагонів для сидіння. На поїзд була можливість придбати електронний квиток. 
Поїзд прямував на маршруті руху через такі найбільші залізничні станції, як Полтава-Південна, Кременчук, Знам'янка-Пасажирська. 
| Розклад руху поїзда «Дніпровські зорі» на 2016/2017 рр. | Розклад руху поїзда «Дніпровські зорі» на 2016/2017 рр. | Розклад руху поїзда «Дніпровські зорі» на 2016/2017 рр. | Розклад руху поїзда «Дніпровські зорі» на 2016/2017 рр. | Розклад руху поїзда «Дніпровські зорі» на 2016/2017 рр. |
| Час прибуття                                            | Час відправлення                                        | Станція                                                 | Час прибуття                                            | Час відправлення                                        |
| ------------------------------------------------------- | ------------------------------------------------------- | ------------------------------------------------------- | ------------------------------------------------------- | ------------------------------------------------------- |
| —                                                       | 15:50                                                   | Харків                                                  | 08:17                                                   | —                                                       |
| 23:18                                                   | —                                                       | Імені Тараса Шевченка                                   | —                                                       | 01:05                                                   |

З 11 грудня 2016 року було відновлено щоденне курсування поїзда в обидва напрямки та вводиться курсування вагонів безпересадкового сполучення Харків — Луцьк.